# Martin Bodin
Martin Bodin (* 29. September 1903 in Klintehamn, Gotland, Schweden; † 7. Oktober 1976 in Sollentuna) war ein schwedischer Kameramann.

## Leben
Der von der Ostseeinsel Gotland stammende Bodin hatte nach seiner fotografischen Ausbildung als Kameraassistent und einfacher Kameramann bei frühen schwedischen Tonfilmen gearbeitet, ehe er 1931 zum Chefkameramann aufstieg. In dieser Funktion stand er in den kommenden 36 Jahren bei über 100 Kinofilmen hinter der Kamera. Zumeist handelte es sich dabei um einfach konzipierte Unterhaltungsstoffe. Nur selten fotografierte Bodin höherklassige Inszenierungen bedeutender Regisseure wie z. B. Alf Sjöbergs „Die Hörige“ und „Rya-Rya – Nur eine Mutter“ sowie Ingmar Bergmans „Lektion in Liebe“. Nach dem Zweiten Weltkrieg arbeitete Martin Bodin vor allem mit den Regisseuren Lars-Erik Kjellgren und Hasse Ekman zusammen und fotografierte zuletzt auch einige Dokumentarfilme.

## Filmografie
- 1931: Skepp ohoj!
- 1931: Skepparkärlek
- 1932: Hans livs match
- 1933: Hälsingar
- 1934: Simon i Backabo
- 1934: Uppsagd
- 1935: Kärlek efter noter
- 1935: Walpurgisnacht – Die Sünde wider das Leben (Valborgsmässoafton)
- 1936: Annonsera!
- 1936: Konflikt
- 1937: Adolf Armstarke
- 1937: Familjen Andersson
- 1938: Den stora kärleken
- 1938: Bara en trumpetare
- 1939: Liebe – Männer – und Harpunen! (Valfängare)
- 1939: Kadettkamrater
- 1940: Gentleman att hyra
- 1940: Kyss henne!
- 1941: Stackars Ferdinand
- 1942: Sexlingar
- 1942: Grön front
- 1943: Lille Napoleon
- 1943: Porslinbruket
- 1944: Excellensen
- 1944: Die Hörige (Hets)
- 1945: Hans Majestät får vänta
- 1945: Resan bort
- 1946: Das Mädchen vom Germundshof (Driver dagg faller regn)
- 1947: Das Mädchen vom Moorhof (Tösen från Stormytorpet)
- 1947: Rallare
- 1948: Intill helvetets portar
- 1948: Upprott
- 1949: Pappa Bom
- 1949: Rya-Rya – Nur eine Mutter (Bara en mor)
- 1950: Schütze Bumm wird Zollinspektor (Tull-Bom)
- 1951: Elddonet
- 1951: Gefahren der Liebe (Möte med livet)
- 1952: Flyg-Bom
- 1952: Säg det med blommor
- 1953: Die Liebenden vom Gullbrandstal (Ingen mans kvinna)
- 1953: Lektion in Liebe (En Lektion i kärlek)
- 1954: Vildfåglar
- 1955: Enhörningen
- 1955: Sista paret ut
- 1956: Skorpan
- 1957: Sommarnöje sökens
- 1958: Der  Supermann der Marine (Flottans överman)
- 1958: Jazzgossen
- 1959: Bara en kypare
- 1959: Fröken chic
- 1960: Kärlekens decimaler
- 1961: Rififi in Stockholm (Stöten)
- 1962: Die Nächte der Birgit Malmström (Chans)
- 1963: Staden
- 1964: Svenska bilder (auch Filmrolle)
- 1964: Äktenskapsbrottaren
- 1965: Der Wind hat uns ein Ding gedreht (Att angöra en brygga)
- 1965: Människans landskap (Dokumentarfilm)
- 1966: Människors möte (Dokumentarfilm)
- 1967: Lund – en osentimental resa (Dokumentarfilm)